# Getto w Barcs
Getto w Barcs – getto żydowskie zlokalizowane w Barcs, istniejące od wiosny 1944 do 13 maja 1944.
Według sondażu wykonanego przed powstaniem getta Barcs było zamieszkiwane przez 284 Żydów. Podczas wiosny 1944 władze węgierskie utworzyły duże getto w nieużywanym młynie Unió. W niektórych dokumentach miejsce to jest określane mianem obozu koncentracyjnego lub obozu zbiorowego. W samym getcie w tym czasie żyło około 2500 osób. Mieszkańcy getta musieli żyć w przeludnionym, trzykondygnacyjnym budynku. Spali na pokrytych słomą podłogach. Bez dostępu do wystarczających środków, mieszkańcy obozu musieli prowadzić własną kuchnię.